# Движение за свободу слова
Движение за свободу слова (англ. Free Speech Movement; FSM) — массовый, продолжительный студенческий протест, который проходил в течение 1964-1965 учебного года в кампусе Калифорнийского университета в Беркли. Движение неофициально находилось под центральным руководством Марио Савио. Среди других студенческих лидеров - Джек Вайнберг, Майкл Россман, Джордж Бартон, Брайан Тернер, Беттина Аптекер, Стив Вайсман, Майкл Тил, Арт Голдберг, Джеки Голдберг и другие.
Движение за свободу слова, в котором приняли участие тысячи студентов, стало первым массовым актом гражданского неповиновения в кампусе американского учебного заведения в 1960-х годах. Студенты настаивали на том, чтобы администрация университета сняла запрет на политическую деятельность в кампусе и признала право студентов на свободу слова и академические свободы. Движение за свободу слова находилось под влиянием новых левых, а также было связано с Движением за гражданские права и Движением против войны во Вьетнаме. По сей день наследие Движения продолжает формировать американский политический диалог как в университетских городках, так и в обществе в целом, влияя на политические взгляды и ценности студентов и широкой общественности.

## 1964—1965

### Предыстория
В 1958 году студенты-активисты организовали университетскую политическую партию SLATE, для того чтобы продвигать право студенческих групп на участие в решении внеуниверситетских вопросов. Осенью 1964 года студенческие активисты, некоторые из которых путешествовали с «Ездоками свободы» и работали над регистрацией афроамериканских избирателей в Миссисипи в рамках проекта «Лето свободы», установили в кампусе информационные столы и собирали пожертвования на цели, связанные с Движением за гражданские права. Согласно существующим на тот момент правилам, сбор средств для политических партий был ограничен исключительно демократическими и республиканскими школьными клубами. Кроме того, от преподавателей требовалась обязательная «клятва верности», что приводило к увольнениям и продолжающимся спорам по поводу академической свободы.
14 сентября 1964 года декан Кэтрин Тоул объявила, что существующие университетские правила, запрещающие пропаганду политических идей или кандидатов, внешних политических ораторов, набор членов и сбор средств студенческими организациями на пересечении Бэнкрофт и Телеграф-авеню, будут «строго соблюдаться».

### Джек Вайнберг и сидячая забастовка
1 октября 1964 года за столом Комитета за расовое равноправие (англ. Congress of Racial Equality, CORE) сидел бывший студент Джек Вайнберг. К нему подошли  деканы Джордж С. Мерфи и Питер Ван Хаутен вместе с лейтенантом университетской полиции Мерриллом Ф. Чандлером. Вайнберг в свою очередь, отказался представиться или выйти из-за стола и был арестован. Произошло стихийное движение студентов, которые окружили полицейскую машину, в которую его посадили. Полицейская машина оставалась там в течение 32 часов, и все это время Вайнберг находился в ней. В какой-то момент вокруг машины, возможно, находилось 3000 студентов. Автомобиль использовался в качестве трибуны для ораторов, и проводилась непрерывная общественная дискуссия, которая продолжалась до тех пор, пока обвинения против Вайнберга не были сняты.

2 декабря от 1500 до 4000 студентов отправились в Спрул-холл в качестве крайней меры, чтобы возобновить переговоры с администрацией на предмет ограничений на политические высказывания и действия в кампусе. На демонстрации присутствовала Джоан Баез и руководила пением песен, а также оказывала моральную поддержку. На первом этаже ассистенты преподавателей проводили «Уроки свободы», а в главном вестибюле проходила специальная служба Хануки. На ступенях Спрул-холла Марио Савио произнес знаменитую речь:
…Что ж, я прошу вас подумать - если это [т университет -] фирма, и если Попечительский совет - это Совет директоров, и если президент Керр на самом деле является менеджером, тогда я скажу вам кое-что: преподаватели - это кучка сотрудников, а мы - сырье! Но мы - куча сырья, которое не предназначено для того, чтобы подвергаться какому-либо процессу. Не хочу превращаться ни в какой продукт! Не хочу - не хочу, чтобы в конечном итоге меня купили некоторые клиенты университета, будь то правительство, будь то промышленность, будь то организованный труд, будь то кто угодно! Мы же люди!

И это... это подводит меня ко второму способу гражданского неповиновения. Наступает момент, когда работа машины становится настолько отвратительной, вызывает у вас такую тошноту на душе, что вы не можете принимать в ней участие! Вы даже не можете пассивно принимать участие! И вы должны положить свои тела на шестеренки и колеса, на рычаги, на весь аппарат - и вы должны остановить это! И вы должны указать людям, которые им управляют, людям, которые им владеют, что, если вы не будете свободны, машина вообще не сможет работать!
В полночь заместитель прокурора округа Аламед Эдвин Миз III позвонил губернатору Эдмунду Брауну-старшему и попросил разрешения провести массовый арест. Вскоре после 2 часов ночи 4 декабря 1964 года полиция оцепила здание, и в 3:30 утра начались аресты. Было арестовано около 800 студентов, большинство из которых были доставлены примерно за 25 миль на автобусе в тюрьму Санта-Рита в Дублине. Через несколько часов они были освобождены под подписку о невыезде. Примерно месяц спустя университет выдвинул обвинения против студентов, организовавших сидячую забастовку, что привело к еще более масштабному студенческому протесту, который чуть не закрыл университет..

### Последствия
В конце концов, университетские чиновники медленно пошли на попятную. К 3 января 1965 года новый исполняющий обязанности ректора Мартин Мейерсон (который, заменил ушедшего в отставку Эдварда Стронга) установил временные правила политической деятельности в кампусе Калифорнийского университета в Беркли. Он выделил ступени Спрул-холла в качестве открытой дискуссионной площадки в определенные часы дня и разрешил ставить информационные столы. Это относилось ко всему студенческому политическому спектру, а не только к либеральным элементам, которые составляли Движение за свободу слова.
Большинство сторонних наблюдателей определили Движение за свободу слова как движение левых. Студенты и другие лица, выступающие против внешней политики США, действительно усилили свою заметность в кампусе после первоначальной победы FSM. Весной 1965 года за FSM последовал Комитет дня Вьетнама, ставший важной отправной точкой для движения против войны во Вьетнаме.

## 1966—1970
Движение за свободу слова имело долгосрочные последствия для Калифорнийского университета в Беркли и стало поворотным моментом в движении за гражданские свободы в 1960-х годах. Это было воспринято как начало знаменитого студенческого активизма, который существовал в кампусе в 1960-х годах и в меньшей степени продолжается сегодня. Наблюдалась значительная негативная реакция избирателей в отношении лиц, вовлеченных в Движение за свободу слова. Осенью 1966 года Рональд Рейган одержал неожиданную победу и был избран губернатором Калифорнии. Затем он дал указание Попечительскому совету Калифорнийского университета уволить президента Калифорнийского университета Кларка Керра из-за того, что он был слишком мягок по отношению к протестующим. ФБР хранило секретные досье на Керра и Савио и подвергало их жизни вмешательству в рамках COINTELPRO.

## Воссоединения
Воссоединение FSM, посвященное 20-летию Движения, состоялось в первую неделю октября 1984 года и привлекло значительное внимание средств массовой информации. На митинге в Спрул Плаза присутствовали ветераны FSM Марио Савио, который прервал долгое добровольное молчание, Джек Вайнберг и Джеки Голдберг. Неделя продолжилась серией открытых для общественности дискуссий, посвященных движению и его влиянию. Воссоединение в честь 30-й годовщины FSM, состоявшиеся в первые выходные декабря 1994 года, также было публичным мероприятием, с еще одним митингом на Спрул Плаза с участием Савио, Вайнберга, Голдберг и групповыми дискуссиями о FSM и текущих проблемам свободы слова. В апреле 2001 года Библиотека Бэнкрофта Калифорнийского университета в Беркли провела симпозиум, посвященный открытию цифрового архива Движения за свободу слова. Несмотря на то, что это была не официальная встреча FSM, многие лидеры FSM присутствовали в дискуссионных группах, а другие участники Движения были в аудитории. Воссоединение в честь 40-летия FSM, первое после смерти Савио в 1996 году, состоялось в октябре 2004 года. На нем обозреватель Молли Айвинс выступила с ежегодной лекцией памяти Марио Савио, за которой позже, на этой неделе, последовал традиционный митинг на Спрул Плаза и групповые дискуссии по вопросам гражданских свобод. Также была воскресная встреча являвшаяся более частным мероприятием, в первую очередь собранием ветеранов движения, в память о Савио и близком союзнике FSM, профессоре Реджинальде Зельнике, который погиб в результате несчастного случая в мае.